# Dżurrajn
Dżurrajn (arab. جرين) – wieś w Syrii, w muhafazie As-Suwajda. W 2004 roku liczyła 507 mieszkańców.